# 新埭镇
新埭镇是中华人民共和国浙江省嘉兴市平湖市下辖的一个镇，緊臨上海市，北臨上海市金山區楓涇鎮，東接上海呂巷鎮。面積77.3平方公里，戶籍人口約5萬人。

## 歷史
在元朝時隸屬華亭鄉，明朝1430年4月時，隸屬新建立的平湖縣。
1956年，改設為新埭鄉，為縣屬鄉級鎮，同時泖口鄉、舊埭鄉、丁橋鄉併入新埭鄉；秀野鄉、溪洋鄉和原屬丁橋鄉的4村合併為秀溪鄉；南庫鄉、石橋鄉合併為南橋鄉。
1958年將秀溪鄉併入新埭鄉，1987年新埭鄉撤销并入新埭镇，1999年秀溪鄉、南橋鄉併入新埭镇。

## 行政区划
新埭镇下辖以下村级行政区划单位：
新埭社区、杨庄浜村、姚浜村、兴旺村、泖河村、旧埭村、鱼圻塘村、星光村、大齐塘村和牌楼村。